# Let's Active
I Let's Active sono un gruppo musicale statunitense alternative rock originario 
di Winston-Salem nella Carolina del Nord. Il gruppo è stato fondato nel 1981 da Mitch Easter, celebre produttore dei primi album dei R.E.M., ed è noto per essere stato tra i primi ad essere inserito tra gli appartenenti al jangle pop.
Dopo l'interruzione dell'attività nel 1990 si è riformato nel 2014.

## Formazione

### Formazione attuale
- Mitch Easter
- Sara Romweber
- Suzi Ziegler

### Ex componenti
- Faye Hunter
- Angie Carlson
- Eric Marshall
- Rob Ladd
- Jon Heames

## Discografia

### Album
- Cypress (1984, I.R.S.)
- Big Plans for Everybody (1986, I.R.S.)
- Every Dog Has His Day (1988, I.R.S.)

### EPs
- Afoot (1983, I.R.S.)